# Neuenkirchen (Rúgia)
Neünkirchen é um município da Alemanha localizado no distrito de Pomerânia Ocidental-Rúgia, estado de Meclemburgo-Pomerânia Ocidental. Pertence ao Amt de Rúgia Ocidental.